# Спасский, Борис Олегович
Борис Олегович Спасский (род. 29 марта 1971, Москва) — российский пианист.

## Биография
Окончил Российскую Академию Музыки имени Гнесиных, ученик Олега Бошняковича. С 1997 года является солистом Московского концертного филармонического объединения.
Выступает регулярно с многочисленными сольными программами, отдавая предпочтение музыке эпохи романтизма. Признание критики получило, прежде всего, исполнение Спасским музыки Фридерика Шопена.
Как ансамблевый музыкант выступал вместе в Квартетом имени Чайковского и «Доминант-квартетом» (Россия), «Casorati-Quartett» (Италия), «Aura-Quartett» (Швейцария), аккомпанировал певице Лине Мкртчян. Концертировал с Государственным оркестром радио и телевидения России, Симфоническим оркестром Российской Академии Музыки, Ульяновским Государственным Филармоническим оркестром, Белгородским Государственным Филармоническим оркестром и др. Участвовал в фестивалях «Радио „Орфей“ представляет…» (Россия), «Шубертиада» (Швейцария), «Сараевская зима» (Босния и Герцеговина), «Musiksommer am Zürichsee» (Швейцария), «Vendsyssel Festival» (Дания), «Langenargener Sommerfestival» (Германия), «Nyborg Slotskoncerter» (Дания), «Les Sommets du classique» (Швейцария), «Christopher Summer Festival» (Литва), «Klavierissimo» (Швейцария), Зимний международный музыкальный фестиваль «Сочи-2010» под руководством Юрия Башмета (Россия) и др.
Записал «Времена года» П. И. Чайковского, два альбома с произведениями Шопена (один из которых включает баллады и скерцо, второй — ноктюрны, Фантазию-экспромт, Баркаролу и Колыбельную).
По мнению одного из критиков,

Спасский обладает мастерством и сильной индивидуальностью, но, кроме того, чужд всякого позёрства за роялем — что сегодня особенно в цене. За внешней безучастностью совершенно непредсказуемо рождается сила.